# Пјовино (Новара)
Пјовино је насеље у Италији у округу Новара, региону Пијемонт.
Према процени из 2011. у насељу је живело 117 становника. Насеље се налази на надморској висини од 384 м.